# Георги Цонов
Георги Цонов (буг. Георги Цонов; 2. мај 1993) је бугарски атлетичар, која се такмичи у скоку удаљ и троскоку. У јуниорској конкуренцији освајао је бронзе у троскоку на Олимпијским играма младиh 2010. и Европском јуниорском првенству 2011. Као сениор највећи успех му је пето место на Европском првенству у дворани 2015., такође у троскоку.
Тренер му је отац Стојко Цонов бугарски олимпијац из 1996.

## Значајнији резултати
| Датум    | Такмичење                    | Место              | Пласман  | Дисциплина | Резултат | Детаљи   |
| Бугарска | Бугарска                     | Бугарска           | Бугарска | Бугарска   | Бугарска | Бугарска |
| -------- | ---------------------------- | ------------------ | -------- | ---------- | -------- | -------- |
| 2010     | Олимпијске игре младих       | Сингапур           |          | Троскок    | 15,80 м  |          |
| 2011     | Европско јуниорско првенство | Талин, Естонија    |          | Троскок    | 15,90 м  |          |
| 2012     | Светско јуниорско првенство  | Барселона, Шпанија | 4        | Троскок    | 16,10 м  |          |
| 2013     | Европско првенство у дворани | Гетеборг, Шведска  | 9.       | Троскок    | 16,58 м  |          |
| 2014     | Европско првенство           | Цирих, Швајцарска  | 14       | Троскок    | 16,35 м  |          |
| 2015     | Европско првенство у дворани | Праг, Чешка        | 20       | Скок удаљ  | 7,40 м   |          |
| 2015     | Европско првенство у дворани | Праг, Чешка        | 5        | Троскок    | 16,75 м  |          |

## Лични рекорди
| Дисциплина | Дисциплина   | Резултат | Место | Датум            |
| ---------- | ------------ | -------- | ----- | ---------------- |
| Скок удаљ  | у дворани    | 7,40     | Праг  | 5. март 2015.    |
| Троскок    | на отвореном | 16,35    | Цирих | 12. август 2014. |
| Троскок    | у дворани    | 16,75    | Праг  | 7. март 2015.    |